# Air Rupik
Air Rupik is een bestuurslaag in het regentschap Ogan Komering Ulu Selatan van de provincie Zuid-Sumatra, Indonesië. Air Rupik telt 1081 inwoners (volkstelling 2010).